# Giro dell'Emilia 2017
Il Giro dell'Emilia 2017, centesima edizione della corsa, valevole come evento dell'UCI Europe Tour 2017 e della Ciclismo Cup 2017, di categoria 1.HC, si svolse il 30 settembre 2017 su un percorso di 223,3 km. La vittoria fu appannaggio dell'italiano Giovanni Visconti, che completò il percorso in 5h31'50", precedendo il connazionale Vincenzo Nibali e il colombiano Rigoberto Urán.
Sul traguardo di San Luca 75 ciclisti, su 183 partiti da Bologna, portarono a termine la competizione.

## Squadre e corridori partecipanti
| N.      | Cod. | Squadra                         |
| ------- | ---- | ------------------------------- |
| 1-8     | ORS  | Orica-Scott                     |
| 11-18   | FDJ  | FDJ                             |
| 21-28   | SKY  | Team Sky                        |
| 31-38   | TBM  | Bahrain-Merida Pro Cycling Team |
| 41-48   | UAD  | UAE Team Emirates               |
| 51-58   | DDD  | Team Dimension Data             |
| 61-68   | TFS  | Trek-Segafredo                  |
| 71-77   | CDT  | Cannondale-Drapac               |
| 81-88   | ALM  | AG2R La Mondiale                |
| 91-98   | AST  | Astana Pro Team                 |
| 101-108 | SAN  | Sangemini-MG.K Vis              |
| 111-118 | BMC  | BMC Racing Team                 |

| N.      | Cod. | Squadra                       |
| ------- | ---- | ----------------------------- |
| 121-128 | COF  | Cofidis                       |
| 131-138 | WGG  | Wanty-Groupe Gobert           |
| 141-148 | GAZ  | Gazprom-RusVelo               |
| 151-158 | BRD  | Bardiani-CSF                  |
| 161-168 | WIL  | Wilier Triestina-Selle Italia |
| 171-178 | ANS  | Androni-Sidermec-Bottecchia   |
| 181-188 | NIP  | Nippo-Vini Fantini            |
| 191-196 | CCC  | CCC Sprandi Polkowice         |
| 201-208 | CJR  | Caja Rural-Seguros RGA        |
| 211-218 | AMO  | Amore & Vita-Selle SMP        |
| 221-228 | GME  | GM Europa Ovini               |
| 231-238 | UNI  | Unieuro Trevigiani-Hemus 1896 |

## Ordine d'arrivo (Top 10)
| Pos. | Corridore         | Squadra           | Tempo    |
| ---- | ----------------- | ----------------- | -------- |
| 1    | Giovanni Visconti | Bahrain-Merida    | 5h31'50" |
| 2    | Vincenzo Nibali   | Bahrain-Merida    | a 12"    |
| 3    | Rigoberto Urán    | Cannondale        | a 15"    |
| 4    | Nicolas Roche     | BMC Racing Team   | a 19"    |
| 5    | Gianni Moscon     | Team Sky          | a 23"    |
| 6    | Alexis Vuillermoz | AG2R La Mondiale  | a 26"    |
| 7    | Diego Ulissi      | UAE Team Emirates | s.t.     |
| 8    | Thibaut Pinot     | FDJ               | s.t.     |
| 9    | Jack Haig         | Orica-Scott       | a 33"    |
| 10   | Ben Hermans       | BMC Racing Team   | s.t.     |